# 엄지인 (기자)
엄지인은 대한민국의 MBC의 기자이다.

## 경력
- MBC 보도국 기자
- MBC 통합뉴스룸 정치팀 기자